# Quebrada Larga
La quebrada Larga es un valle de unos ocho kilómetros de largo, que corre en dirección oeste-nor-oeste - este-sur-este. Atraviesa la parte occidental de la Isla Marambio/Seymour, del grupo de la isla James Ross, Antártida. Se encuentra al sur del cabo Bodman y al norte de la bahía Fósiles.

## Toponimia
Fue denominado descriptivamente "Quebrada Larga" en informes geológicos y mapas argentinos de 1978; en idioma inglés se reemplazó el término por valley (valle).

## Características
La quebrada representa uno de los principales cursos de agua efímeros en la región. Suele estar cubierto de hielo y drena hacia el sudoeste hasta la bahía Fósiles en la costa suroeste de la isla. La altitud de la quebrara varía de entre 30 metros sobre el nivel del mar al norte, hasta los tres metros en su desembocadura.
En el área se han encontrado restos de los primeros mosasaurios antárticos, en rocas de la Formación López de Bertodano, que data del Cretácico superior.

## Reclamaciones territoriales
Argentina incluye a la isla Seymour/Marambio en el departamento Antártida Argentina dentro de la provincia de Tierra del Fuego, Antártida e Islas del Atlántico Sur; para Chile forma parte de la comuna Antártica de la provincia Antártica Chilena dentro de la Región de Magallanes y de la Antártica Chilena; y para el Reino Unido integra el Territorio Antártico Británico. Las tres reclamaciones están sujetas a las disposiciones del Tratado Antártico.
Nomenclatura de los países reclamantes: 
- Argentina: quebrada Larga[1][3]
- Chile: ¿?
- Reino Unido: Cross Valley[3]